# Hendrik Groen
Hendrik Groen je pseudonym nizozemského spisovatele Petera de Smeta. Je autorem několika deníků seniora z domova důchodců, které začaly vycházet v roce 2014. První byl Tajný deník Hendrika Groena, 83 1/4 roku (Pogingen iets van het leven te maken: Het geheime dagboek van Hendrik Groen, 83 1/4 jaar). Přestože do dvou let vyšel druhý díl, dlouho se nevědělo, kdo se za pseudonymem skrývá. Spekulovalo se o zavedených nizozemských autorech Sylvii Witteman nebo Arnonu Grunbergovi. Teprve v roce 2016 dva nizozemské celostátní deníky (De Volkskrant a NRC Handelsblad) takřka současně odhalily, že skutečným autorem je knihovník v předdůchodovém věku Peter de Smit. Ten reagoval slovy, že "o žádnou publicitu nestojí".

## Zfilmování
Deníky Hendrika Groena byly zfilmovány v roce 2017, role Hendrika Groena byla svěřena Keesovi Hulstovi. Ve stejném roce byla kniha rovněž adaptována pro jevištní zpracování. V roce 2019 se objevil televizní seriál.

## Česky vyšlo
- 2017 – Tajný deník Hendrika Groena, 83 1/4 roku (Pogingen iets van het leven te maken: Het geheime dagboek van Hendrik Groen, 83¼ jaar), xyz, Praha, přeložila Lucie Doležilová
- 2018 – Nový tajný deník Hendrika Groena, 85 let (Zolang er leven is: Het nieuwe geheime dagboek van Hendrik Groen, 85 jaar), xyz, Praha, přeložila Lucie Doležilová
- 2019 – Žít a nechat žít (Leven en laten leven), xyz, Praha, přeložila Pavla van Dam Marková
- 2020 – Malé překvapení (Een kleine verrassing), xyz, Praha, přeložila Pavla van Dam Marková
- 2022 – Poslední deník Hendrika Groena: Vesele do cílové rovinky (Opgewekt naar de eindstreep: Het laatste geheime dagboek van Hendrik Groen, 90 jaar), xyz, Praha, přeložila Pavla van Dam Marková